# Тано Бурдев
Тано Бурдев е български революционер, деец на Вътрешната македоно-одринска революционна организация.

## Биография
Тано Бурдев е роден през 1884/1885 година в Ениджевардарското село Тушилово, тогава в Османската империя. Присъединява се към ВМОРО първо като четник на Ичко Димитров, а след това в тази на Иван Пальошев. По време на Балканската война е доброволец в Сборната партизанска рота на Македоно-одринското опълчение.
След войните участва в дейността на възстановената ВМРО. Иван Михайлов пише за него:
| „ | Вмѣсто десеткитѣ предани деятели, които познаваха и турския режимъ, споменавамъ само едного — Тано Бурдевъ отъ Воденско. Извънредно скроменъ, но изтъкналъ се въ миналитѣ борби като предприемчивъ и юначенъ деецъ. Презъ Първата свѣтовна война съ свои другари е показалъ специална упоритость, минавайки презъ бойния фронтъ и събирайки въ Югозападна Македония сведения, които сетне е донасялъ на българскитѣ военни команди. | “ |